# NGC 5576
NGC 5576 este o hi (21cm) source⁠(d) situată în constelația Fecioara. A fost descoperită în 30 aprilie 1786 de către William Herschel. Se află la o distanță de 25,47 de megaparseci de Pământ.